# Preslia (publikacja)

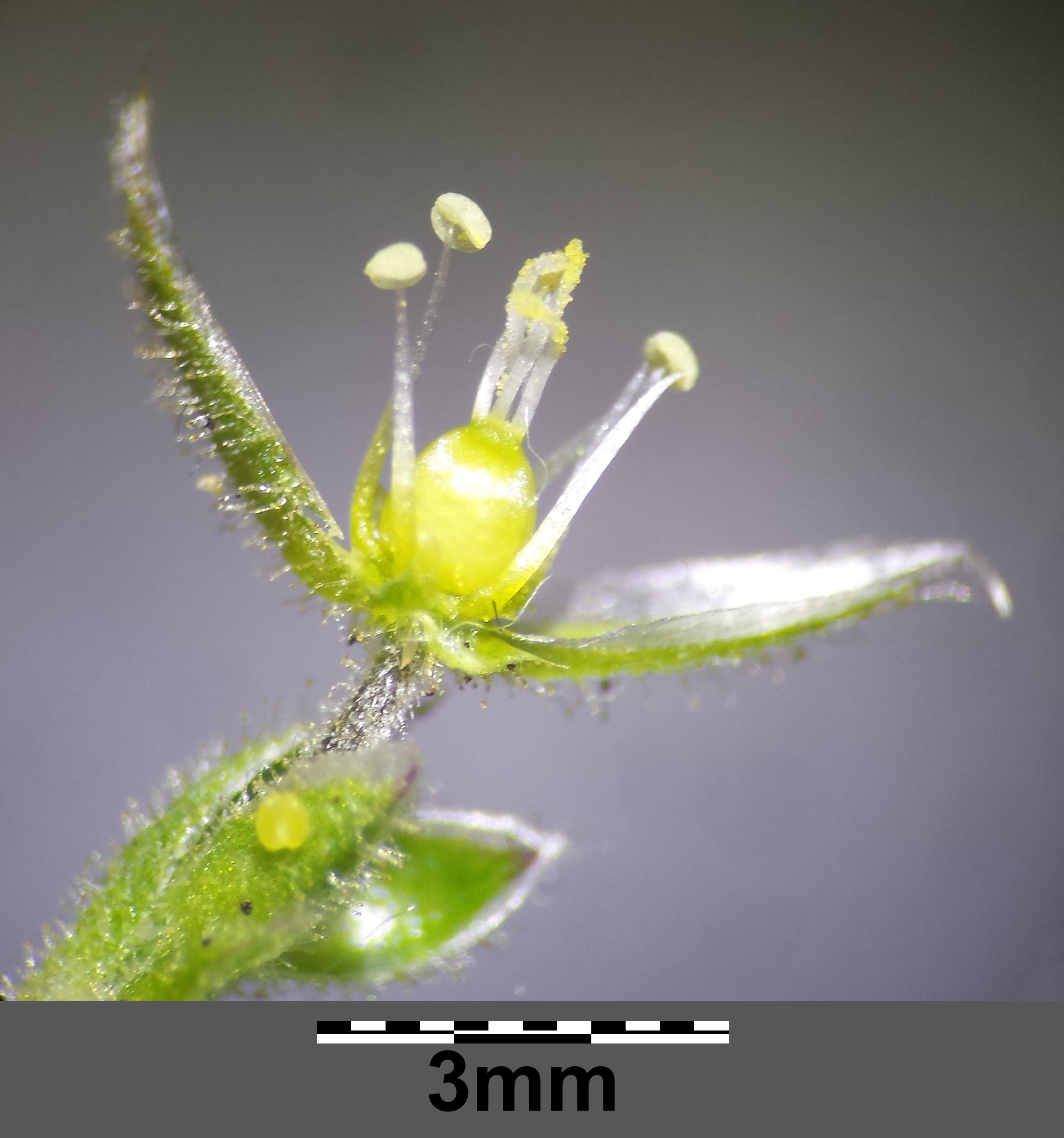
Jedna z ilustracji w czasopiśmie Preslia

Preslia – czeskie recenzowane czasopismo naukowe, w którym publikowane są oryginalne prace badawcze z zakresu mykologii i botaniki, obejmujące talie zagadnienia, jak: systematyka, morfologia, fitogeografia, ekologia i nauka o wegetacji, ze szczególnym uwzględnieniem Europy Środkowej. Czasopismo powstało w 1914 r. i nadano mu tytuł dla uczczenia wybitnych czeskich botaników – braci Jana Svatoplaka Presla (1791–1849) i Karela Bořivoja Presla (1794–1852). Czasopismo jest kwartalnikiem wydawanym przez Czeskie Towarzystwo Botaniczne. Jest wysyłane do abonentów w 46 krajach na wszystkich kontynentach.
Artykuły są w języku czeskim lub angielskim. Online na zasadach open access dostępne są numery 74–92. Dostępne w internecie jest także archiwum od nr 1 (1914)  do nr 73 (2001) (w plikach pdf).
ISI Impact Factor 2016 r.: 3.000, 2017: 2.706, 2018: 3.071, 2019: 4.357. 
ISSN 0032-7786 